# Шудумарське сільське поселення
Шудума́рське сільське поселення (рос. Шудумарское сельское поселение) — муніципальне утворення у складі Куженерського району Марій Ел, Росія. Адміністративний центр — присілок Шой-Шудумар.

## Населення
Населення — 1384 особи (2019, 1537 у 2010, 1571 у 2002).

## Склад
До складу поселення входять такі населені пункти:
| Населений пункт         | Населення, осіб (2002) | Населення, осіб (2010) |
| ----------------------- | ---------------------- | ---------------------- |
| Актугансола, присілок   | 241                    | 222                    |
| Гуляєво, присілок       | 3                      | 2                      |
| Дубровка, присілок      | 7                      | 0                      |
| Ірмар, присілок         | 141                    | 121                    |
| Нур'ял, присілок        | 0                      | -                      |
| Пургаксола, присілок    | 63                     | 56                     |
| Руський Кугунур, село   | 201                    | 219                    |
| Старий Юледур, присілок | 264                    | 249                    |
| Федоровка, присілок     | 0                      | 0                      |
| Чодраял, присілок       | 174                    | 166                    |
| Шангаватнур, присілок   | 2                      | 3                      |
| Шой-Шудумар, присілок   | 475                    | 499                    |